# Peral de Arlanza
Peral de Arlanza è un comune spagnolo di 164 abitanti situato nella comunità autonoma di Castiglia e León.
Il comune comprende la località di Pinilla de Arlanza.